# Famille David-Weill
Pour les articles homonymes, voir David et Weill.
La famille David-Weill est une famille française de banquiers d'affaires et philanthropes[réf. nécessaire].

## Historique
Le 19 mars 1990 la fondation du château de Hautefort est reconnue d'utilité publique. Michel David-Weill (neveu de la baronne de Bastard) préside la fondation avec sa femme Hélène David-Weill.

## Liens de filiation entre les personnalités notoires
- David Weill (1800-1863), agent d'affaires, marié à Sophie Aron.
  - Alexandre Weill (banquier) (1834-1906), banquier et philanthrope, cofondateur de la maison de banque Lazard Frères et Cie.
    - David David-Weill (1871-1952), financier et collectionneur d'art, régent de la Banque de France.
      - Jean David-Weill (1898-1972), épigraphiste, conservateur au musée du Louvre et collectionneur.
      - Pierre David-Weill (1900-1975), banquier d'investissement et collectionneur d'art.
        - Michel David-Weill (1932-2022), banquier, mécène et collectionneur d'art. Il épouse Hélène Lehideux (1933), présidente des Arts décoratifs.
          - Béatrice David-Weill (1957), épouse Bertrand de Villeneuve, puis Édouard Stern (1954-2005), dont postérité.
          - Cécile David-Weill (1960), romancière. Elle épouse Emmanuel Renom de La Baume (1956), petit-fils de Robert Renom de la Baume, dont postérité.
          - Nathalie David-Weill (1961), épouse Olivier Merveilleux du Vignaux (1956), membre du conseil de surveillance d'Eurazeo, fils de Charles Merveilleux du Vignaux, dont postérité.
          - Agathe David-Weill (1973), productrice, épouse de Pierre Mordacq, dont postérité.

        - Éliane David-Weill (1935-2007), épouse de Roland de Solages (1928-1994), petit-fils de Jérôme Ludovic de Solages et de Gaston Goüin, dont postérité.

      - Jeanne David-Weill, épouse de Roger Séligmann, associé-gérant de la Banque Séligmann.
      - Simone David-Weill (1901-1999), propriétaire et restauratrice du château de Hautefort. Elle épouse le baron Henry de Bastard de Saint-Denis (1894-1957), puis Maurice Durosoy (1898-1988).
      - Marthe David-Weill (1904), épouse Jean Lambiotte (1896-1962), industriel de la chimie, dont postérité.
      - Antoinette David-Weill (1920-1980), épouse  Maxime Citroën (1919-1990), fils d'André Citroën, dont postérité.

  - Raphaël Weill (1837-1920), homme d'affaires et philanthrope, membre du San Francisco Board of Education (en)
  - Sylvain Weill (1842-1922), homme d'affaires et philanthrope, président de la Société française de bienfaisance mutuelle de San Francisco et de l'Union française, directeur de l'Alliance française, trésorier de la Ligue nationale de San Francisco (Alsace-Lorraine)

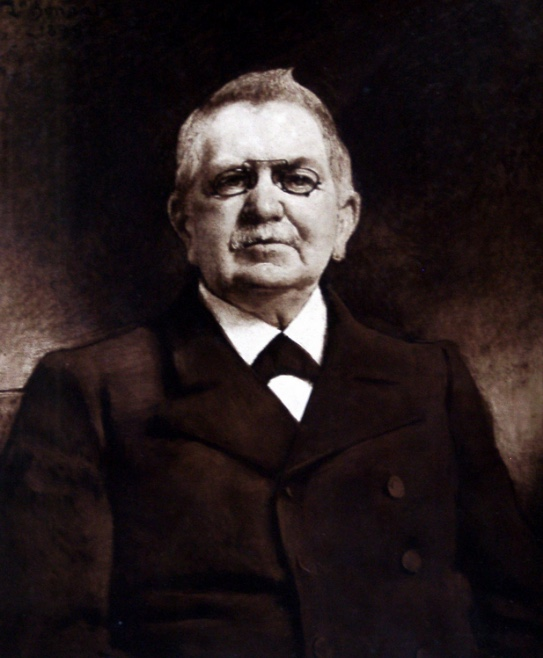
Alexandre Weill
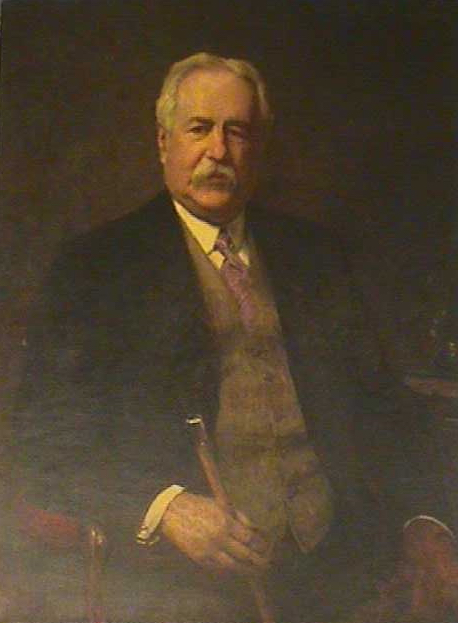
Raphaël Weill
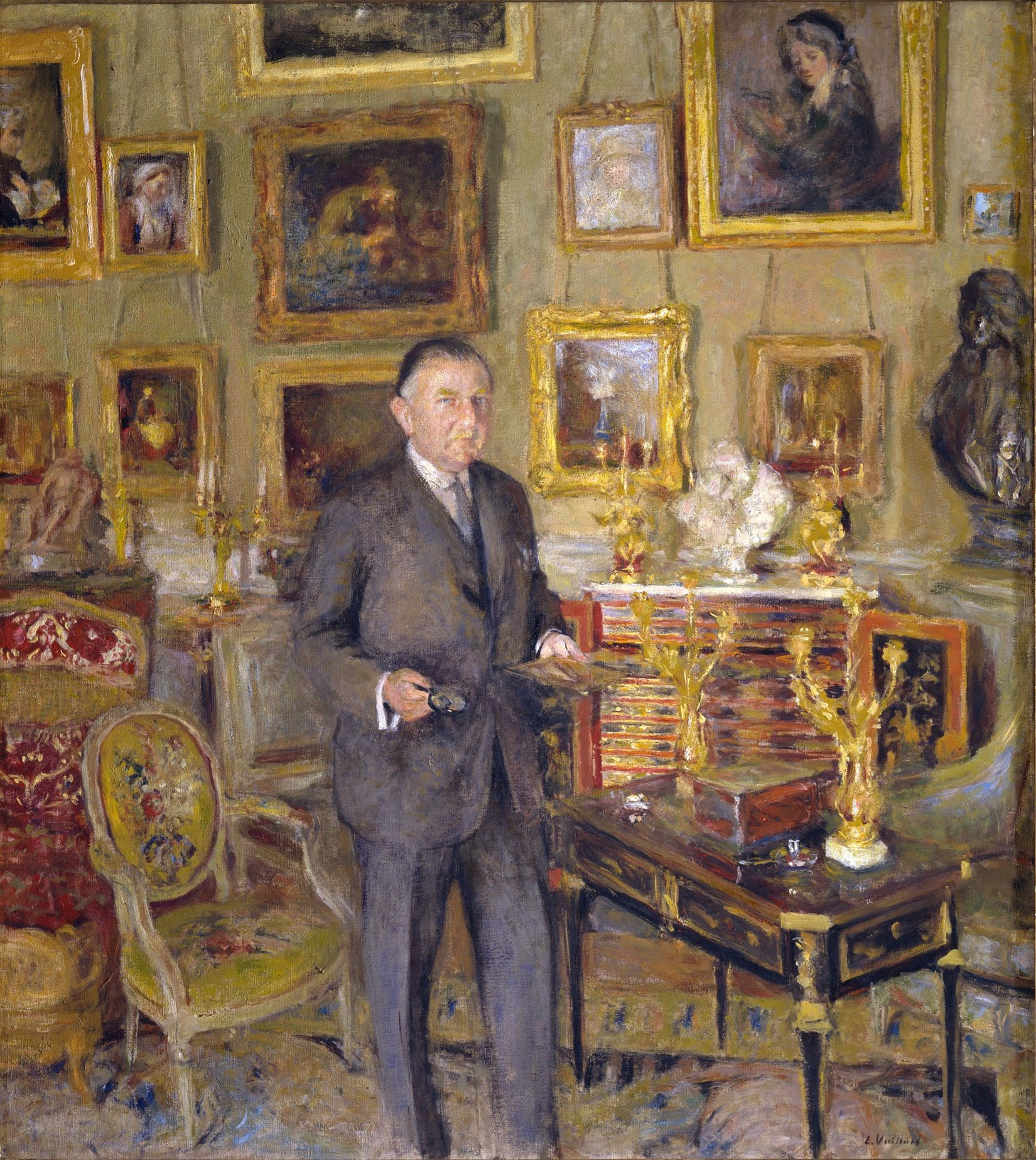
David David-Weill
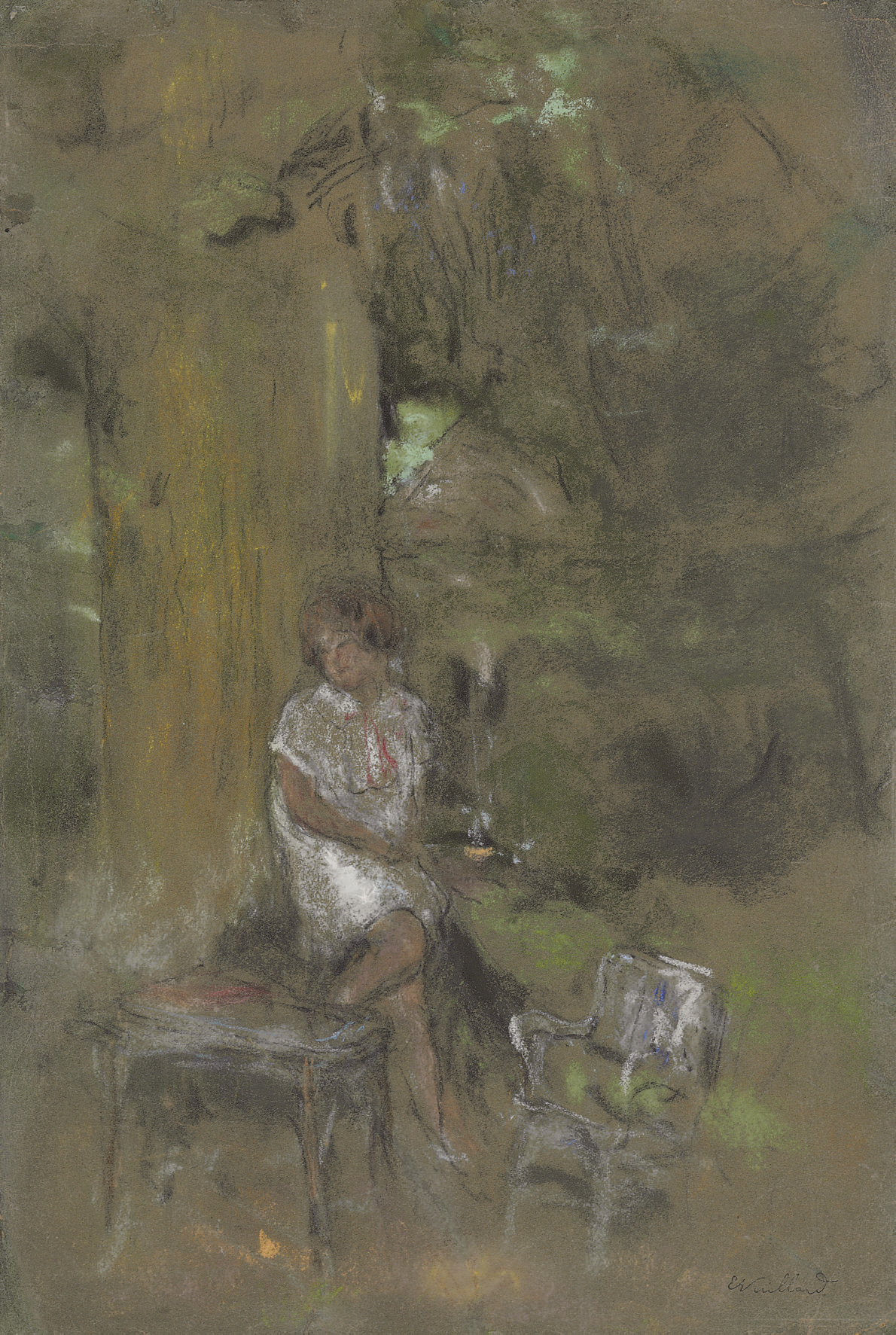
Antoinette David-Weill à Mareil-le-Guyon